# Eugene Rabe
Eugene Karl Rabe (Berlino, 8 maggio 1911 – luglio 1974) è stato un astronomo tedesco naturalizzato statunitense.
Dal 1937 al 1948 ha lavorato presso la sede di Heidelberg, in Germania, dell'Astronomisches Rechen-Institut (Istituto di calcoli astronomici). Dopo la seconda guerra mondiale, fu organizzato il suo trasferimento negli Stati Uniti. Qui lavorò presso l'osservatorio di Cincinnati ed in seguito divenne professore di astronomia presso l'omonima università. Nel corso della sua carriera si interessò delle orbite degli asteroidi troiani e di quella di 433 Eros.
Valutando le variazioni prodotte nel moto di Eros dai periodici avvicinamenti dell'asteroide al sistema Terra-Luna, sarebbe stato possibile determinare la massa di quest'ultimo. Questa tecnica era stata già utilizzata da Eduard Noteboom nel 1921 e da Carl Gustav Witt nel 1933. Rabe ripeté i calcoli nel 1950, utilizzando le osservazioni raccolte nel periodo tra il 1926 ed il 1945. In seguito alle prime misurazioni radar dell'unità astronomica (attraverso la rilevazione della distanza di Venere dalla Terra), Rabe si rese conto di aver commesso un errore nei propri calcoli, che coresse nel 1967 e grazie all'ausilio di un calcolatore, nello stesso anno, poté fornirne una migliore approssimazione. Viceversa, non riuscì a determinare in modo accurato le masse di Marte, Venere e Mercurio, per la cui determinazione risultò, nonostante le aspettative, poco adatto lo studio di Eros.
L'asteroide 1624 Rabe è così nominato in suo onore.